# عدم تكون الوريد الأجوف
إن عدم تكون الوريد الأجوف (بالإنجليزية: vena cava)هو عيب خلقي وراثي في الوريد الأجوف السفلي. يحدث ذلك أثناء نمو الجنين، لا يتصل الوريد الأيمن تحت الكاردينال (subcardinal vein) كما ينبغي مع الجيوب الكبدية (hepatic sinusoids). :628.
قد تحدث حالة عدم تكوين الوريد الاجوف العلوي (superior vena cava agenesiss) ولكنها نادرة.